# Actinia graminea
Actinia graminea is een zeeanemonensoort uit de familie Actiniidae. De anemoon komt uit het geslacht Actinia. Actinia graminea werd in 1846 voor het eerst wetenschappelijk beschreven door Drayton in Dana. 